# 페루-볼리비아 연합

페루-볼리비아 연합(스페인어: Confederación Perú-Boliviana)은 1836년부터 1839년까지 남아메리카에 존재했던 단명국가다. 북페루와 남페루, 그리고 볼리비아의 느슨한 연합체였다.

## 같이 보기
- 연합 전쟁
- 그란콜롬비아
- 중앙아메리카 연방공화국